# Wilkinson Eyre Architects
Wilkinson Eyre Architects est un cabinet d'architecture basé à Londres. On doit en l’occurrence à ce cabinet le Gateshead Millennium Bridge en Angleterre, et de nombreux projets dans le monde entier.
Wilkinson Eyre a construit des ponts renommés, des musées, universités, hôtels et autres ouvrages aériens etc. pour certains futuristes, mais définitivement des bâtiments à l'esthétique high-tech et ancrés dans le XXIe siècle.

## Projets notables
- Gardens by the Bay: Cooled Conservatories (à Singapour)[3].
- Science Museum à MiamiPeace Bridge (Foyle) (à Londres)
- The Living Bridge (en), (en Irlande) - C'est la  société française Eiffel (entreprise) qui a été désignée pour la construction de l’ouvrage (sous l’appellation « Passerelle de Limerick »).
- Guangzhou International Finance Center, (à Canton)
- Viaduc de la Savoureuse, (en Franche-Comté)
- Gare de Stratford, dans le quartier de Newham à Londres.
- Crown Sydney, (à Sydney), 2020, l'un des plus hauts gratte-ciel d'Australie avec 271 m de hauteur.

## Futurs projets
- Le projet Aérotram avec le Téléporté de l'Oncopole de Toulouse à l'horizon 2017[1] ;
- Le futur pont circulé et passerelle piétonne entre Clichy-Batignolles et Saussure[4] ;
- Chambre des droits de l'homme à Milan[5] ;

## Quelques réalisations en images

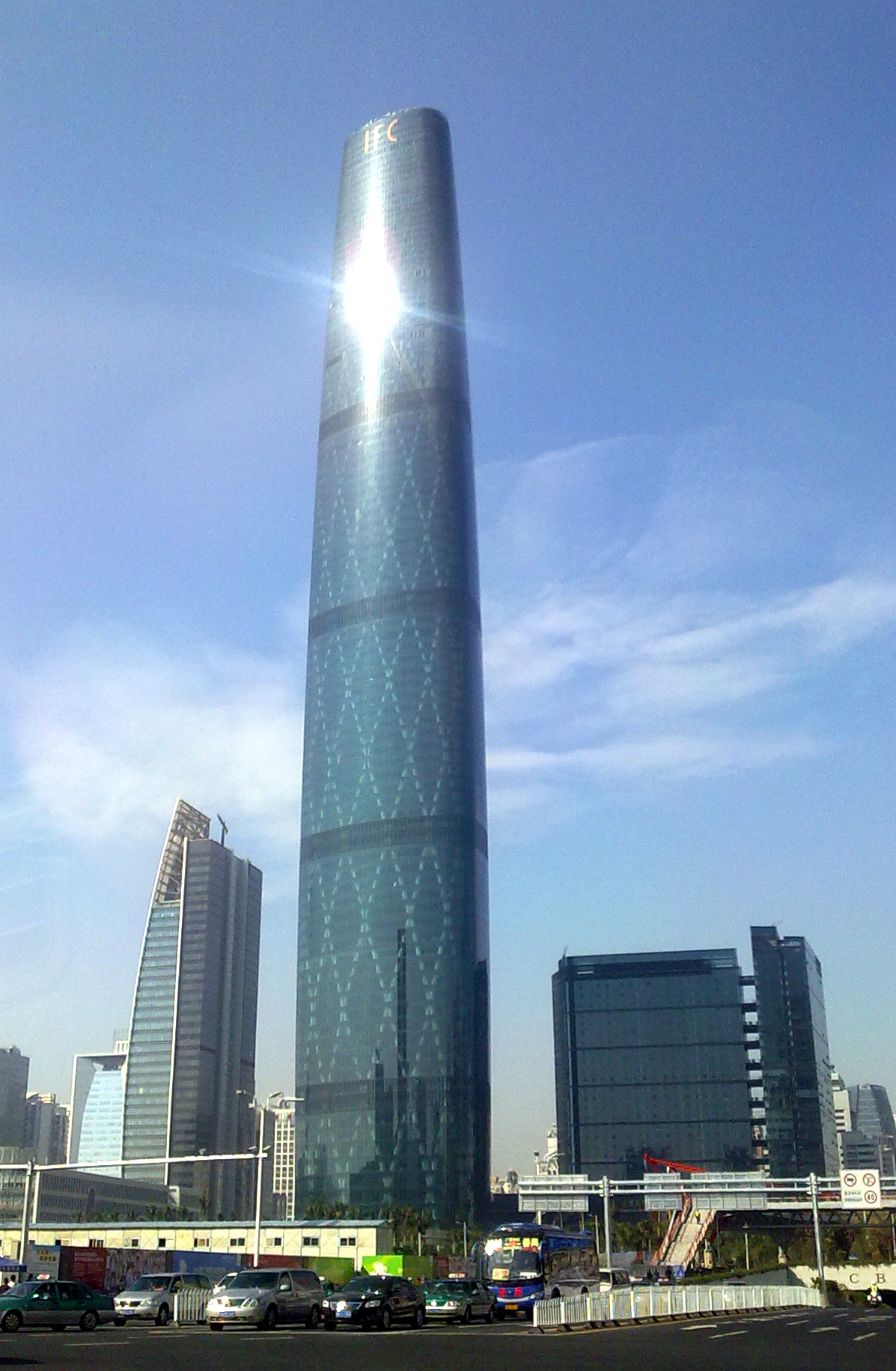
Le Center de Finance internationale de Canton.
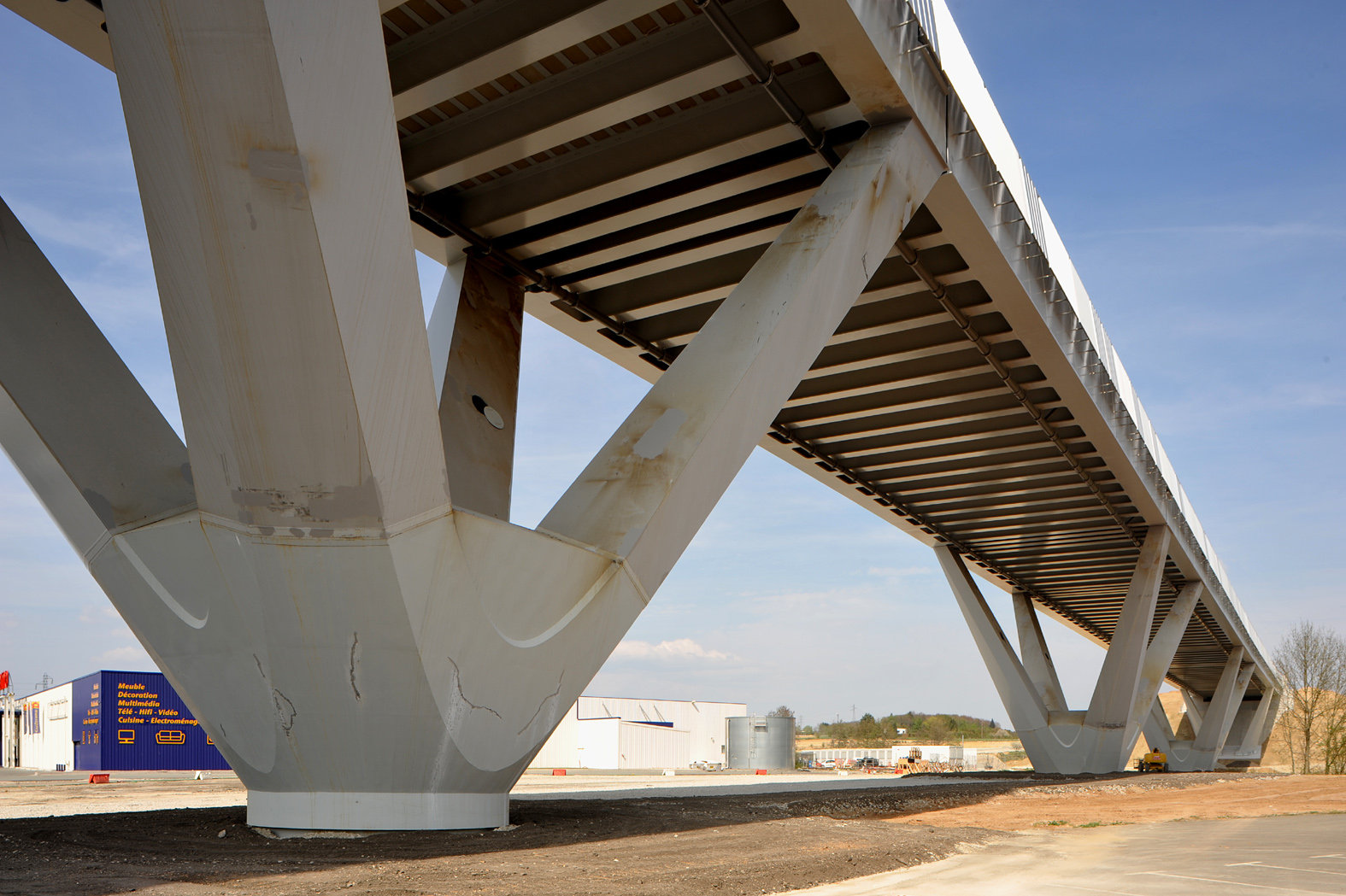
Viaduc de la Savoureuse.
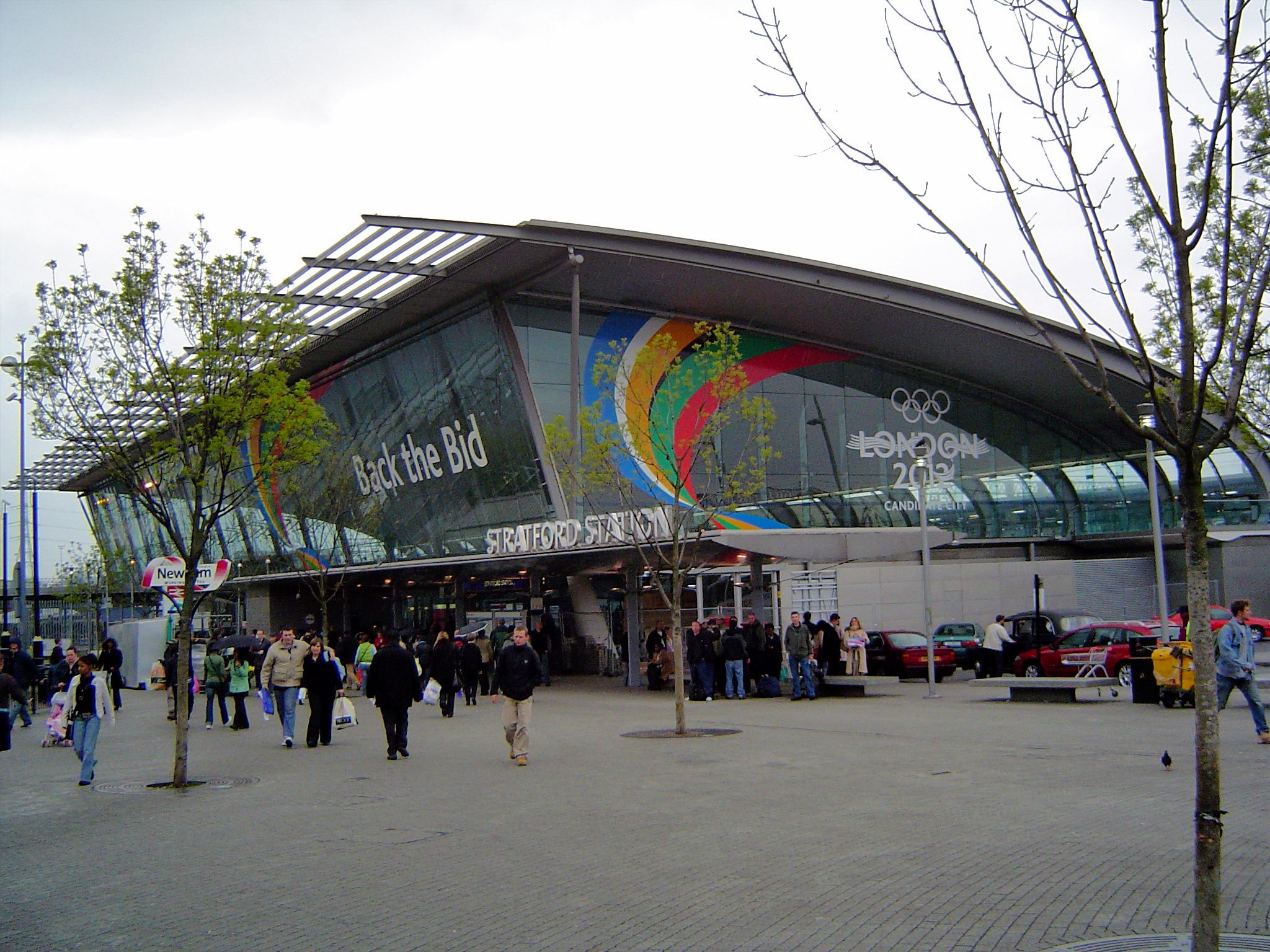
Gare de Stratford.
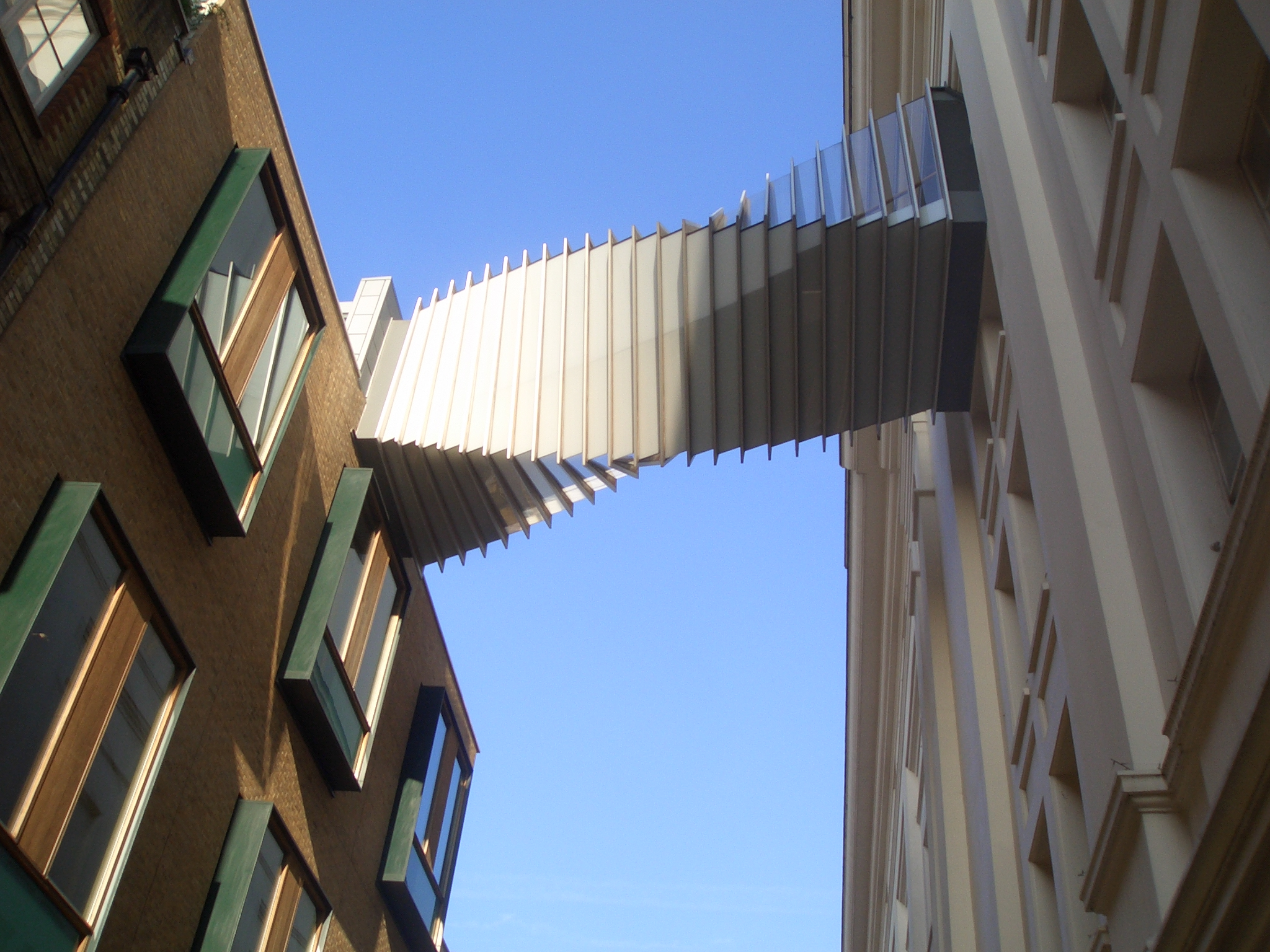
Bridge of Aspiration.
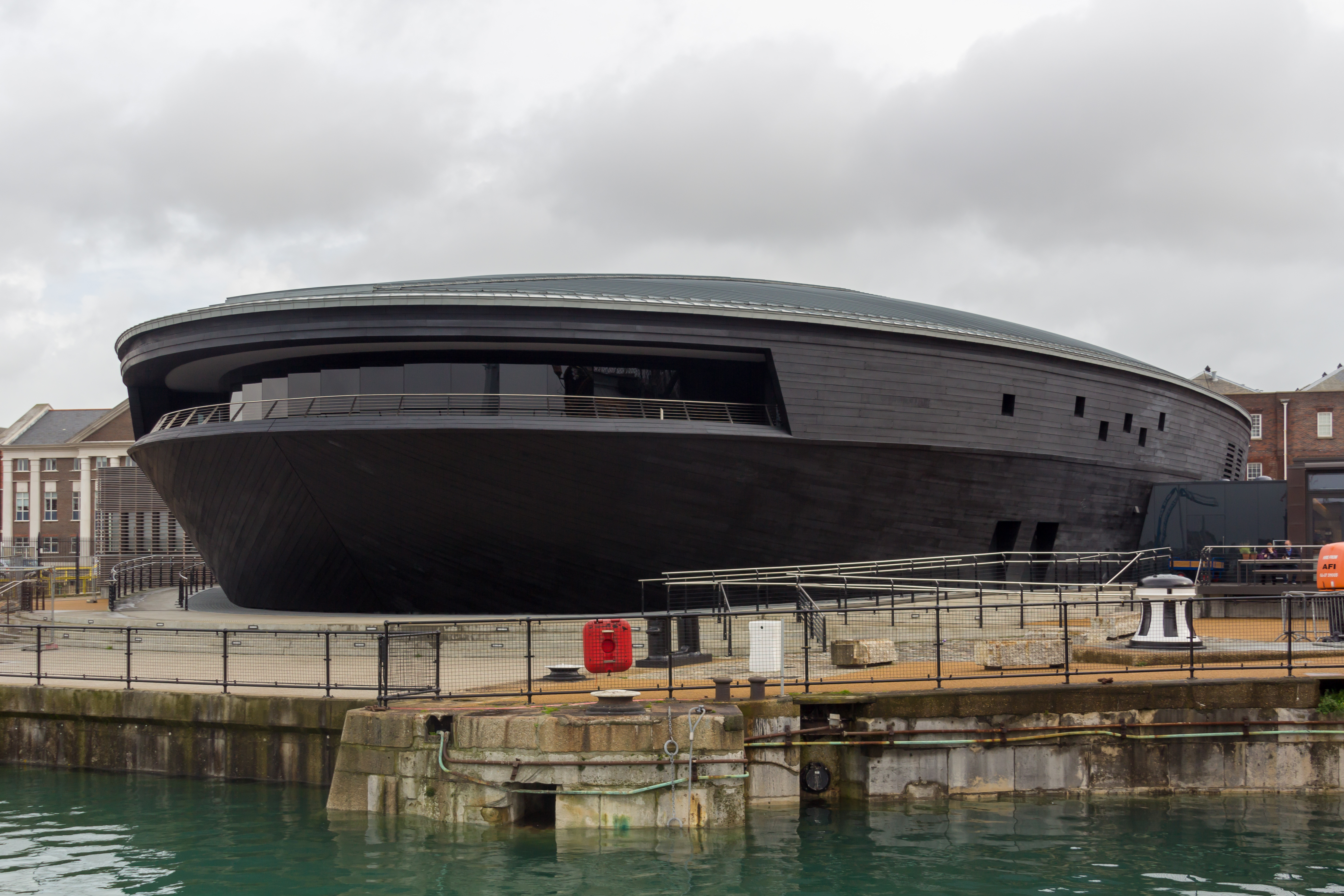
Le New Mary Rose Museum en 2014